# Greymouth
Greymouth (maori nyelven: Māwhera) az új-zélandi West Coast régió legnagyobb települése a Déli-sziget nyugati partján, a Grey folyó torkolatában, amint arra a város neve is utal. Közigazgatásilag a Greymouth kerület székhelye. Az egész kerület lakossága 14 100 fő körül van, ami a West Coast régió lakóinak 43%-át teszi ki.Greymouth város lakosságának számát 2021 júniusában 8310 főrre becsülték. A kerület területének nagy 65%-a természetvédelmi terület. Az egykori bányaváros a 21. században a túrázók természetes központja.

## Földrajzi helyzete, közlekedése

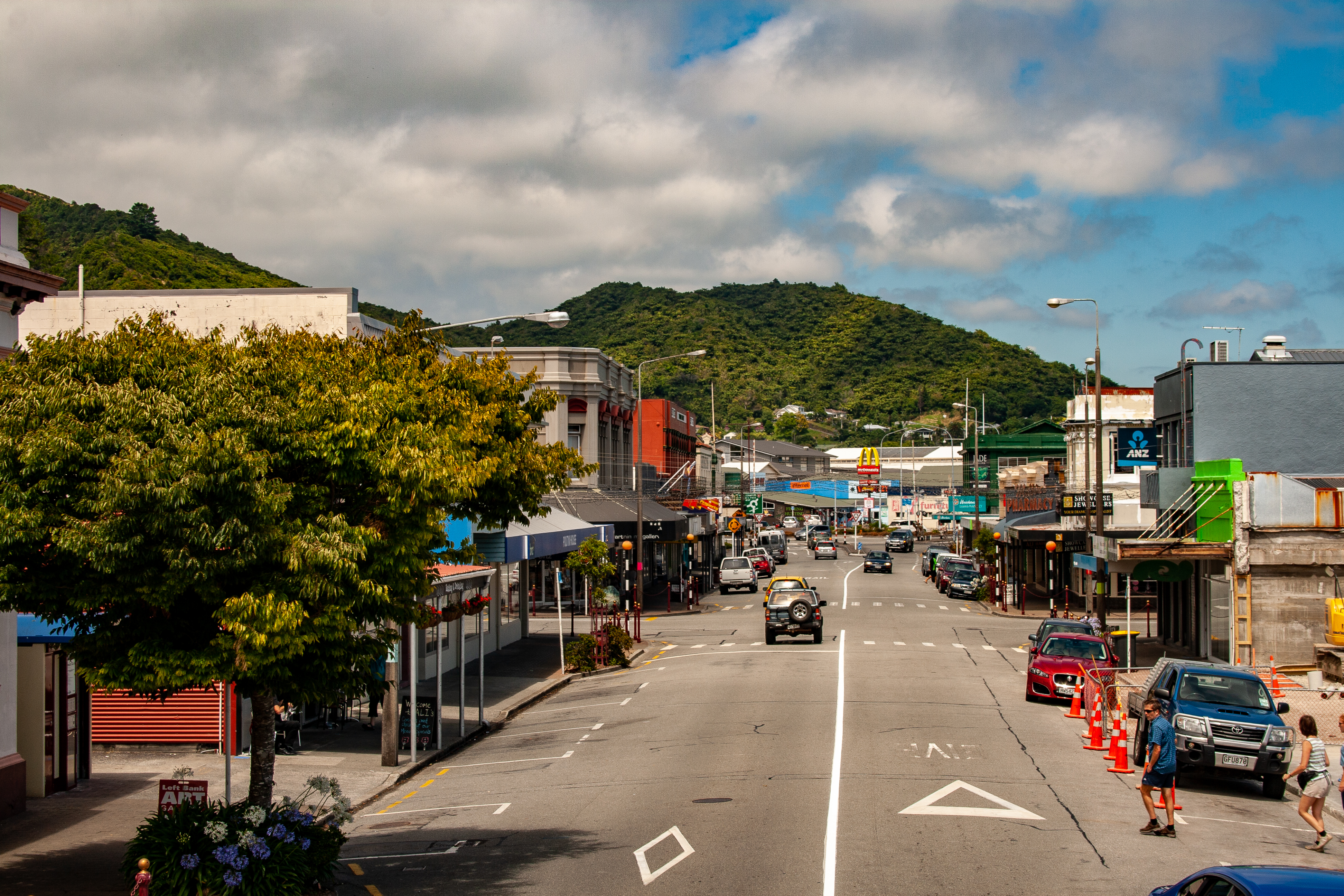
Utcakép a városban 2016-ban

A város Új-Zéland Déli-szigetének nyugati partján, a Grey folyó torkolatában épült, a Déli-Alpok lábainál fekvő keskeny tengerparti síkságon. Tiszta időben délre jól látszik a Új-Zéland legmagasabb hegye, az Aoraki/Mount Cook A folyótorkolat három részre osztja a várost: a torkolat déli oldalához közel fekszik Blaketown negyed, ettől lagunák választják el a Karoro városnegyedet, a korábban önálló Cobden negyed pedig a folyó északi partján terül el.
A várost a rajta áthaladó 6-os főút köti össze délen Hokitika városával, északon pedig Westport településsel. Innen indul 7-es főút keletre, ami Dobson és Reefton települések érintésével, a Lewis-hágón áthaladva jut el Canterbury régió északi részére, majd Waipara mellett, Christchurchtől 55 km-re északra csatlakozik az 1-es főúthoz.
A Greymouthtól 20 km-re délre 6-os úttól induló 73-as országút közvetlen kapcsolatot ad Christchurch városával.
A város a nyugati végpontja a Midland Line nevű, ugyancsak Christchurch felé haladó vasútvonalnak, amelyen nagy szénszállító vonatok is közlekednek. Az ezen a vonalon közlekedő TranzAlpine személyszállító vonatoknak ugyancsak itt van a végállomása. A város légi irányítás nélküli, szabadon használható repülőtere, a Greymouth Airport 1,9 km-re délre fekszik a városközponttól.

### Éghajlata
Klímája mérsékelt övi óceáni éghajlat, a nyári (december−február) csúcsértékek is elmaradnak a 30C°-tól, télen (június–augusztus) fagyok is előfordulnak. Az évi átlagos csapadék közelíti a 2500 mm-t, eloszlása nagyjából egyenletes az év során. A gyakori helyi hideg katabatikus szél neve „barber” (borbély), mivel szinte borotválja az emberek arcát.
A helység felett emelkedő meredek hegyeken kicsapódó heves esők gyakran okoztak súlyos áradásokat a Grey folyón, nagy károkkal sújtva a települést. Greymouth alapításától számítva két tucat ilyen katasztrofális áradást jegyeztek fel, amelyek közül sok nevet is kapott a város történetében. 1988-ban egymást követően két áradás is sújtotta a települést. Ez meggyorsította az árvízvédelmi munkálatokat, és 1990-re olyan magas védműveket építettek, amik két méterrel meghaladták a vasúti töltés magasságát. A töltés révén sikerült megakadályozni az árvizek további károkozását, bár a vízállás azóta többször is megközelítette a gátak tetejét.

## Története, gazdasága
A maorik megjelenésének első régészeti emlékei a 13-14. századból valók: földbe ásott főzővermeket valamint hulladékhalmokat mutattak ki a tágabb területen. Ezek szerint az akkori lakosok fő táplálékát a moafélék, a fókák és a halak adták. A 19. században az immár a gyarmatosítóktól kapott puskákkal felfegyverkezett maori törzsek nagy csatákat vívtak egymással az értékes féldrágakő, a pounamu helyi lelőhelyeinek birtoklásáért.
Az első európaiak 1846-ban jelentek meg a környéken Thomas Brunner és Charles Heaphy személyében, akik maori segítőjükkel tervszerűen kutatták a helyi erőforrásokat és letelepedési lehetőségeket. Brunner fedezte fel a szénlelőhelyeket a Grey folyó völgyében, amit ő nevezett el George Grey akkori új-zélandi kormányzóról. Brunner nevét viseli egy település (Brunner, eredetileg Brunnerton) és egy tó is (Brunner-tó) a környéken.
A telepesek érdeklődése gyorsan nőtt a mai West Coast régió területe iránt, de az egyelőre még a maorik tulajdonában volt. 1857-ben a maori törzsfőnökök felajánlották a terület tulajdonjogát az új-zélandi kormányzatnak £2500 fejében azzal, hogy egyes területeket megtartanak a maguk használatára, valamint a jogot a pounamu bányászatára az Arahura folyó völgyében. Az összeget az angol hatóságok lealkudták 300 fontra, és 1860-ban meg is kötötték egy ügyletet, aminek értelmében az egész nyugati partvidék a brit korona tulajdonába került összesen 40 km² kivételével, ezt maori törzsi területek számára tartottak fenn. Az egyik ilyen törzsi rezervátum a mai Greymouth központjának területén volt.
Az 1860-as évek új-zélandi aranyláza hozta el a városka tényleges megalapítását. A nyugati parti aranyláz azonban csak 1864-től 1867-ig tartott, ezután a helyi gazdaság alapját a szénbányászat és fakitermelés adta 150 évig.
A szénbányászat 1864-ben indult meg a felszíni szénkibukkanások kitermelésével, amire főleg az aranyláz során érkező gőzhajók ellátására volt szükség. Ekkoriban a városban 47 szálloda működött (2020 körül már csak hat). A 164 millió tonnára becsült, jó minőségű helyi szénkészletek kitermelése, főleg exportra, másfél évszázadon át több nagy bányában folytatódott; a 10 bányában összesen mintegy 8 millió tonna szenet termeltek ki.
Az 1960-as évekre mind a szénbányászat, mind a fakitermelés hanyatlani kezdett. 2008-ban nyitottak még egy nagy bányát a várostól 46 kilométerre északra (Pike River Mine), azonban 2010-ben itt súlyos metánrobbanás következett be, ami 29 emberéletet követelt. A bánya felszámolásra került, és a szénkitermelés gyakorlatilag megszűnt a környéken.
A halászat in fontos helyi gazdasági ágazat, annak ellenére, hogy a Grey folyó torkolata előtt a tengerben két makacs homokgát akadályozza a hajózást a kotrási munkák ellenére. A kikötő előtti homokpadokon 1863 óta 44 komolyabb hajótörést jegyeztek fel.
Greymouth virágkora, a bányászat fellendülése idején a városközpont területén, amit a maorik rezervátumától béreltek, Art Deco stílusú téglaépületeket emeltek. A helyi maori törzs cége, amely 1600 részvényesük tulajdonában van, ma is a város legnagyobb ingatlanbirtokosa. A 2010-es canterburyi földrengés után megszigorított előírásoknak azonban a műemlék épületek nagy része nem felel meg, ezért közülük soknak az átépítése nem gazdaságos, tekintettel arra is, hogy bérelt területen állnak.
A városban jelentős, maori gyökerekkel rendelkező pounamu feldolgozó kéziipar is van. Az országos hírű helyi sörfőzde, a Monteith's 1868 óta működik.
A hagyományos iparágak jelentőségének csökkenése után a városban a 20. század végén, 21. század elején az ökoturizmus vált a legfontosabb foglalkoztatóvá.

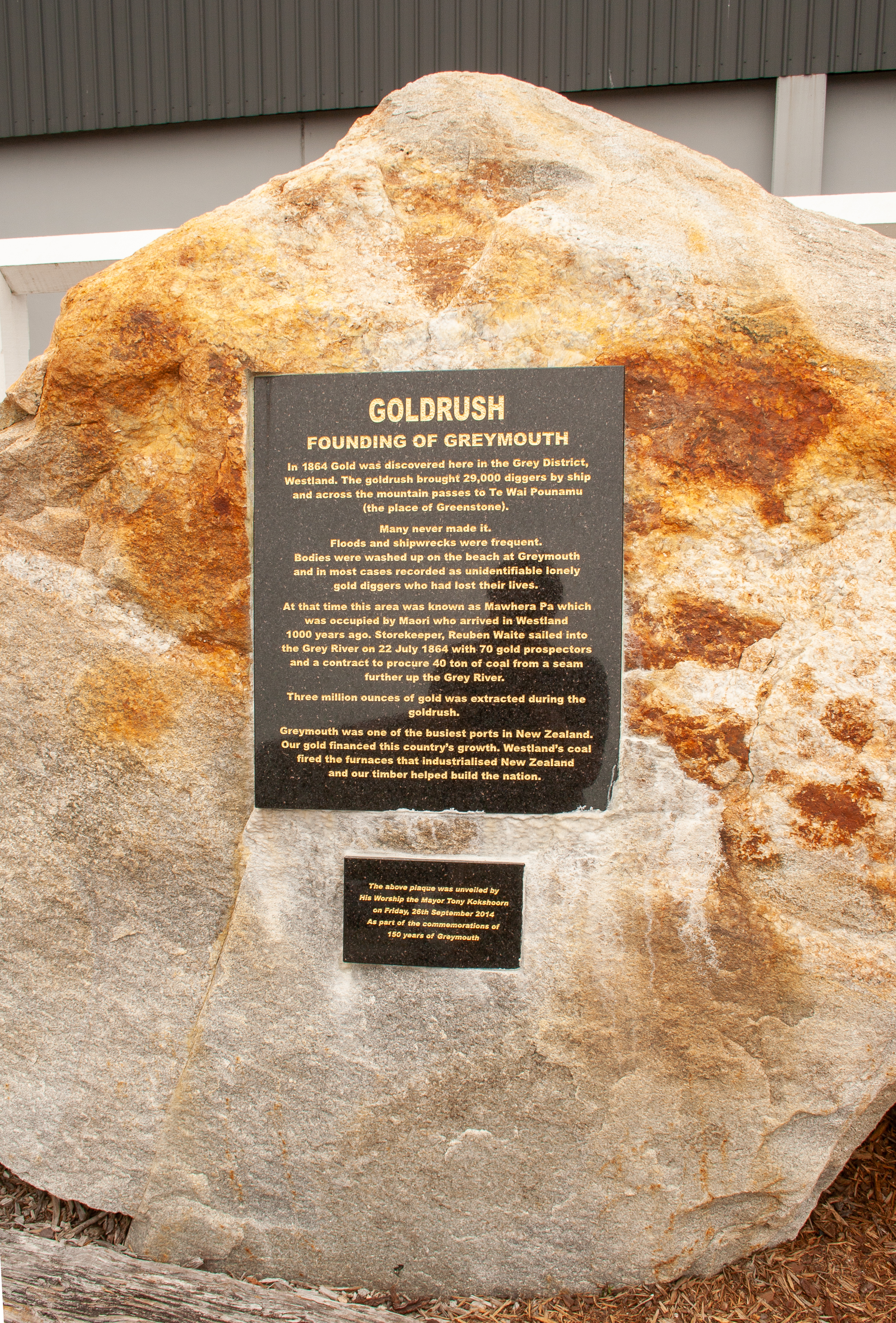
Az aranyláz és az iparosodás kezdeteinek emlékműve érctartalmú kövön
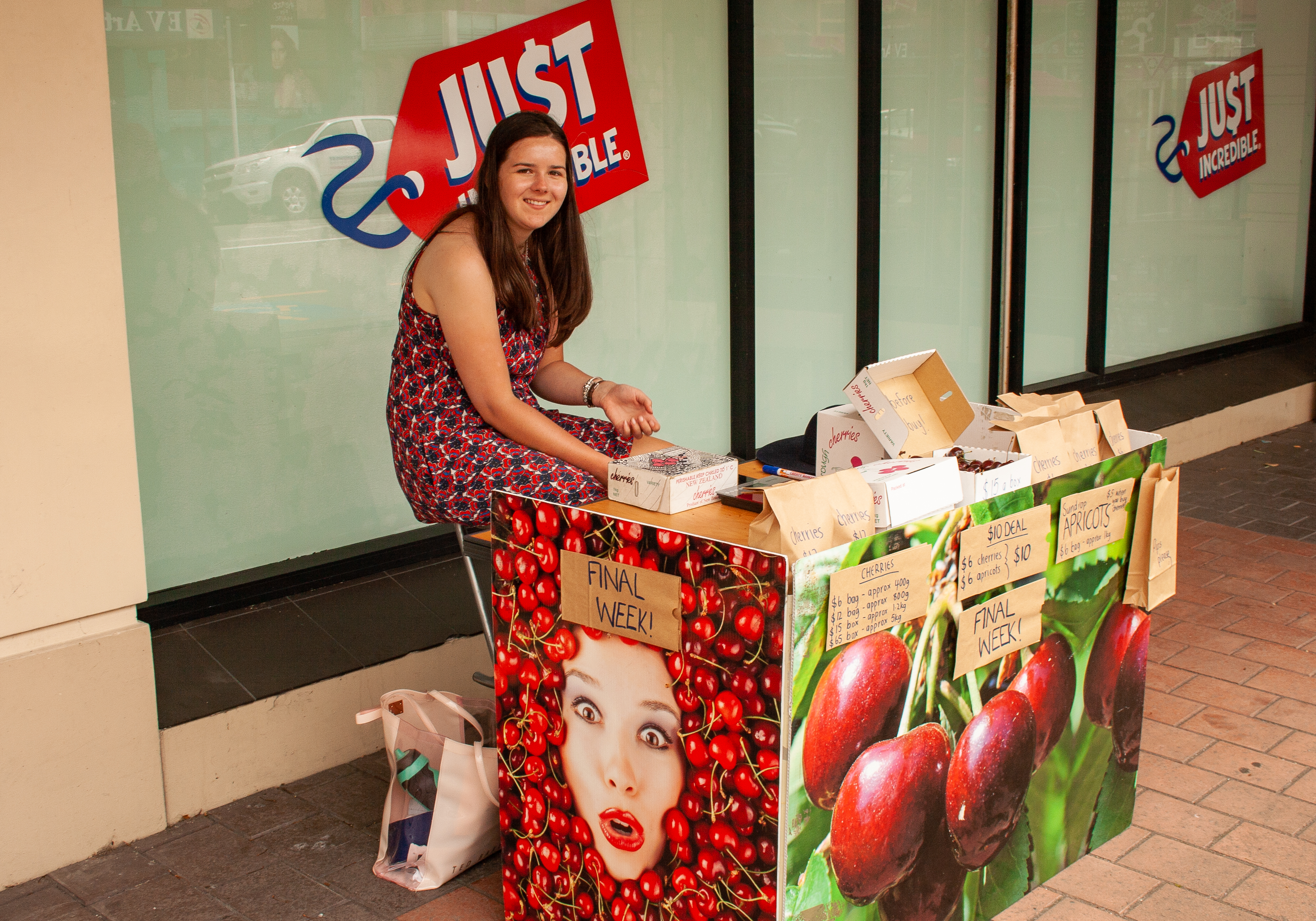
Utcai cseresznyeárus februárban
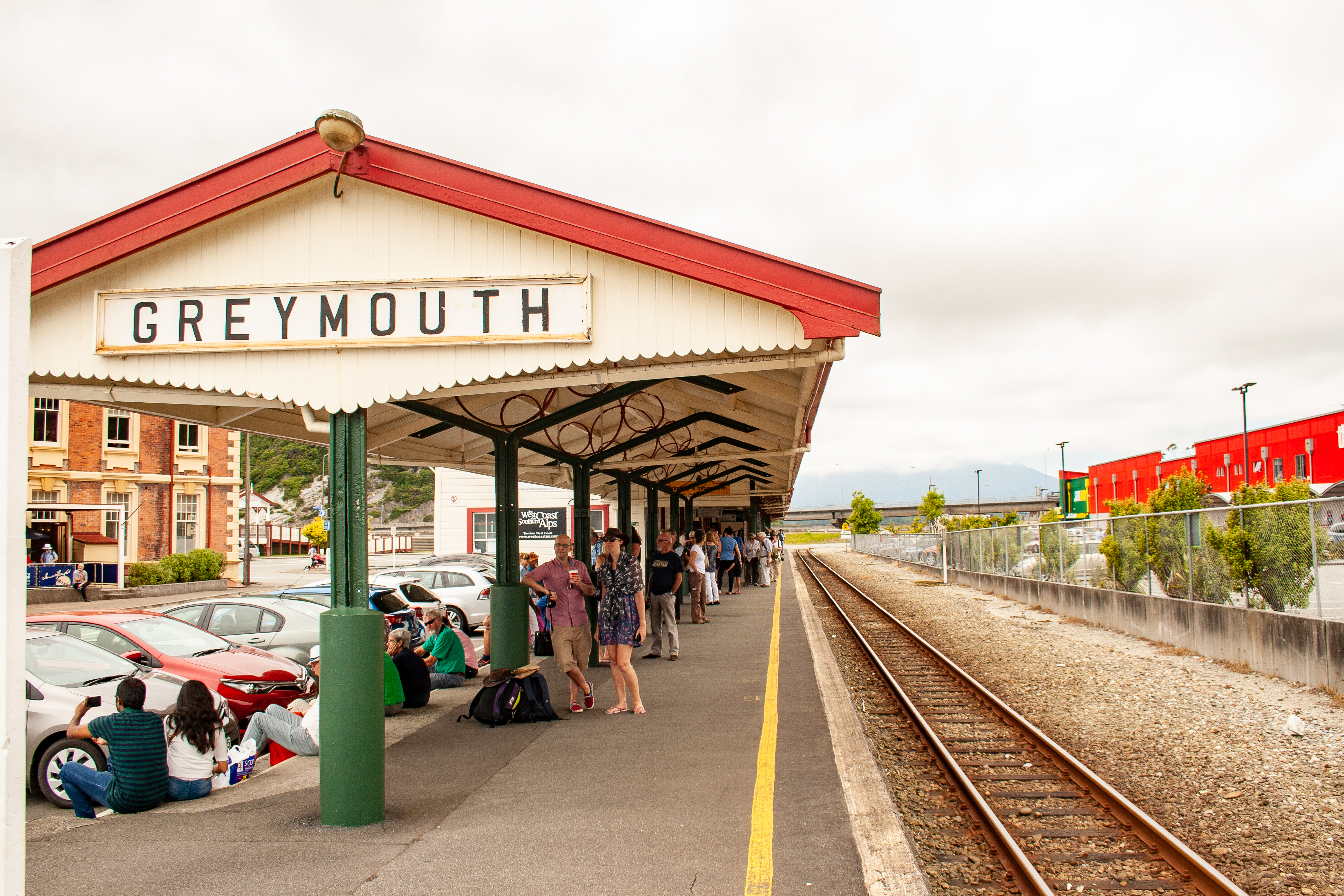
Vasútállomás
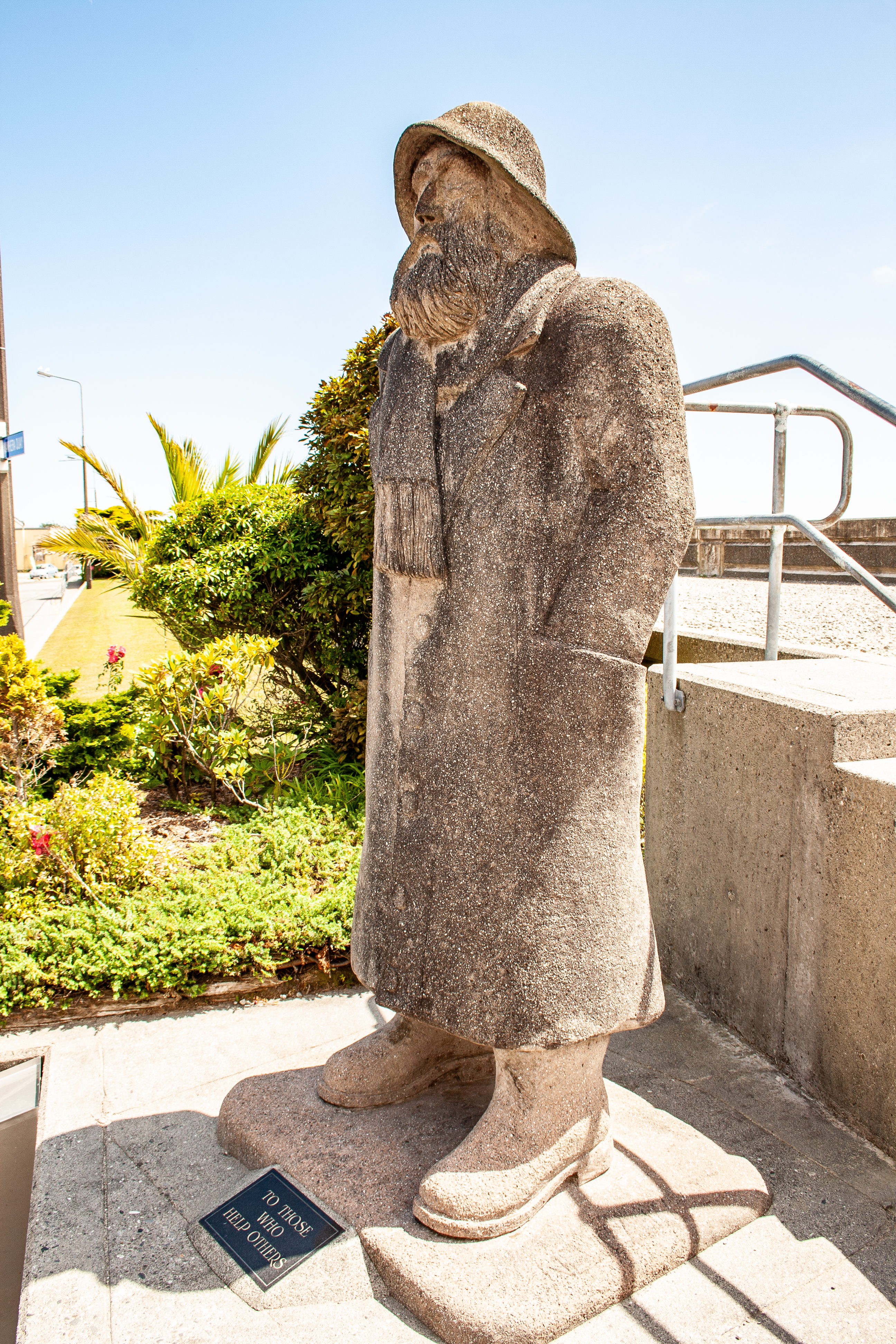
Bányász emlékmű

## Népesség
A város lakossága a 21. század elején enyhén csökkenő tendenciát mutat. Az 1991-es 10 059-ről 2018-ra 7962-re csökkent a lakosság száma. A lakosok 90,9%-a európai, 10,6%-a maori, 3,8%-a ázsiai, 1,5%-a csendes-óceáni származásúnak (is) vallotta magát. (Többféle etnikumot is meg lehetett jelölni.)
A lakosság 11,5%-a született külföldön, szemben az országos 27,1%-os aránnyal.

### Vallás
A népszámlálás során 51,3% vallotta magát vallás nélkülinek, 37,5% volt a keresztények, 0,7% a hinduk, 0,4% a muszlimok, 0,2% a buddhisták aránya. 2,0% más vallást jelölt meg.

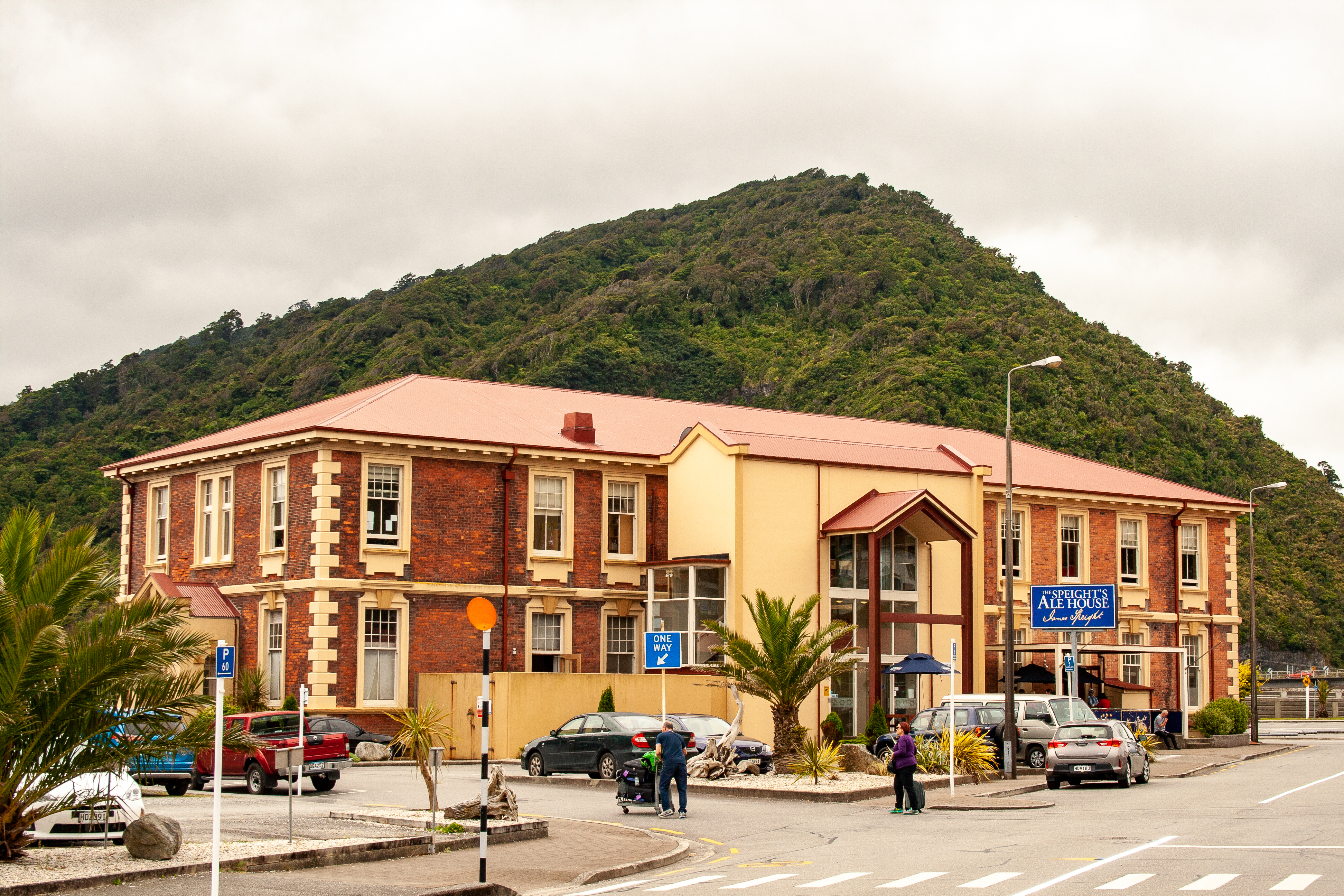
Sörfőzde
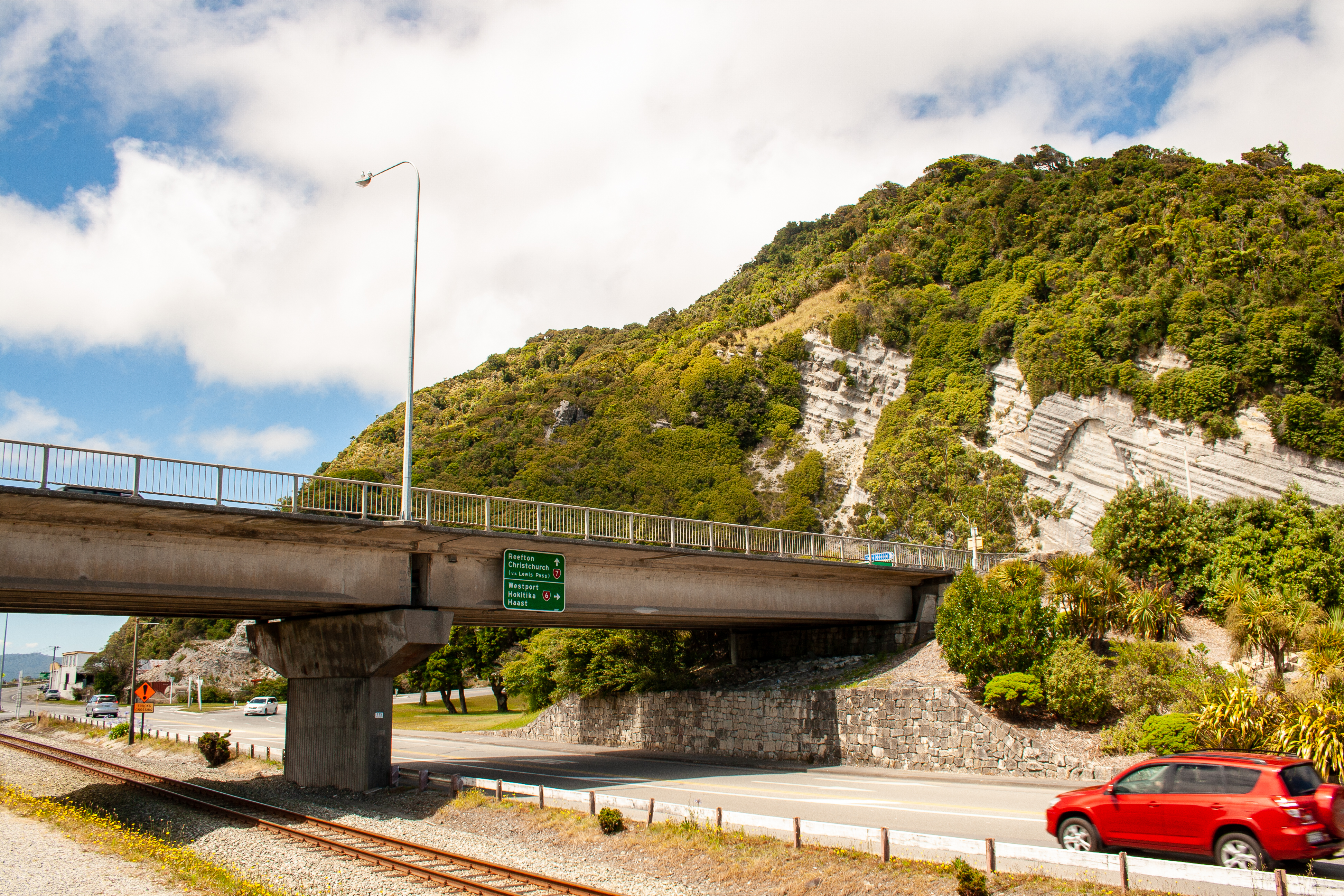
A 6-os és a 7-es új-zélandi főútvonalak kereszteződése a városban
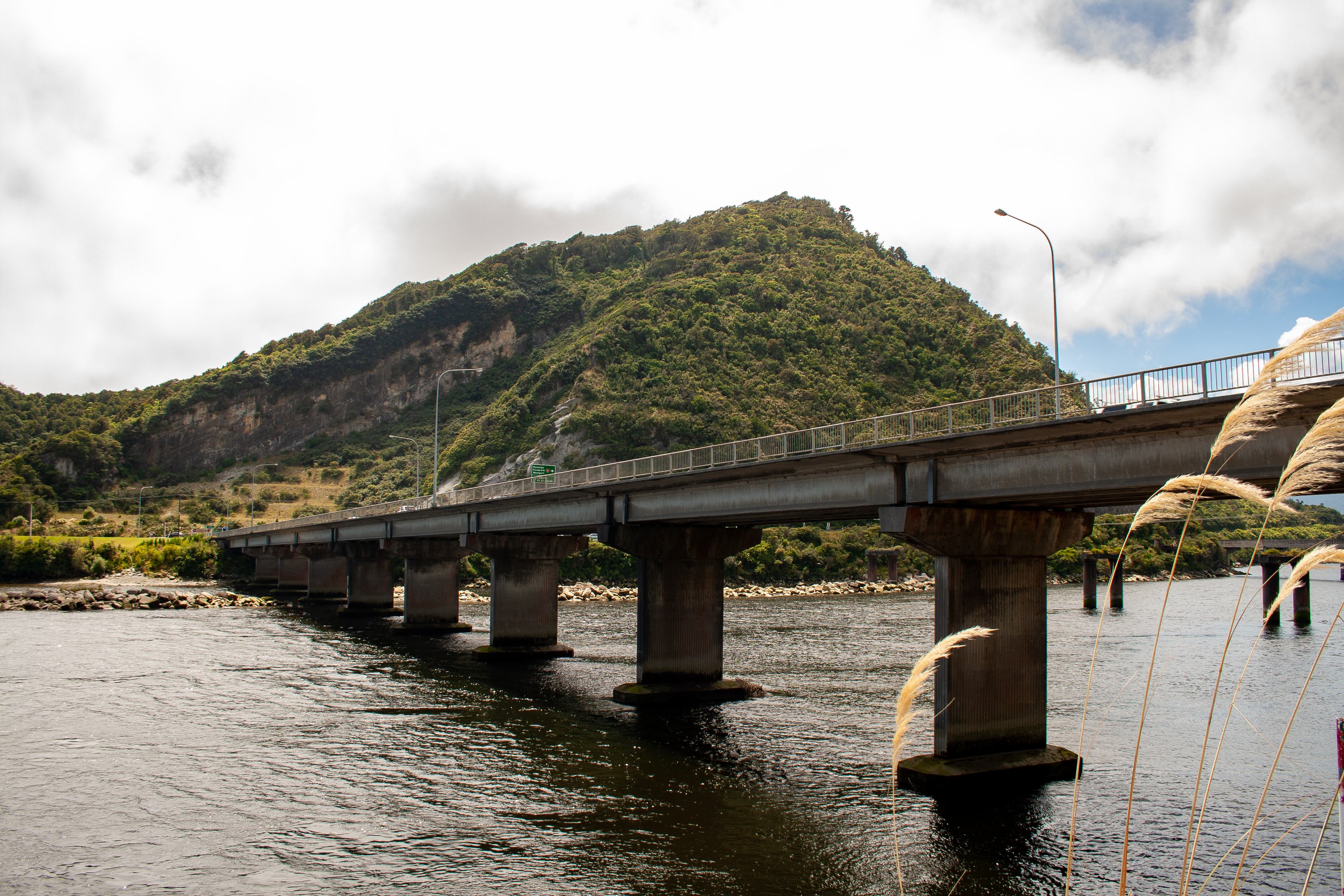
Híd a Grey folyó felett
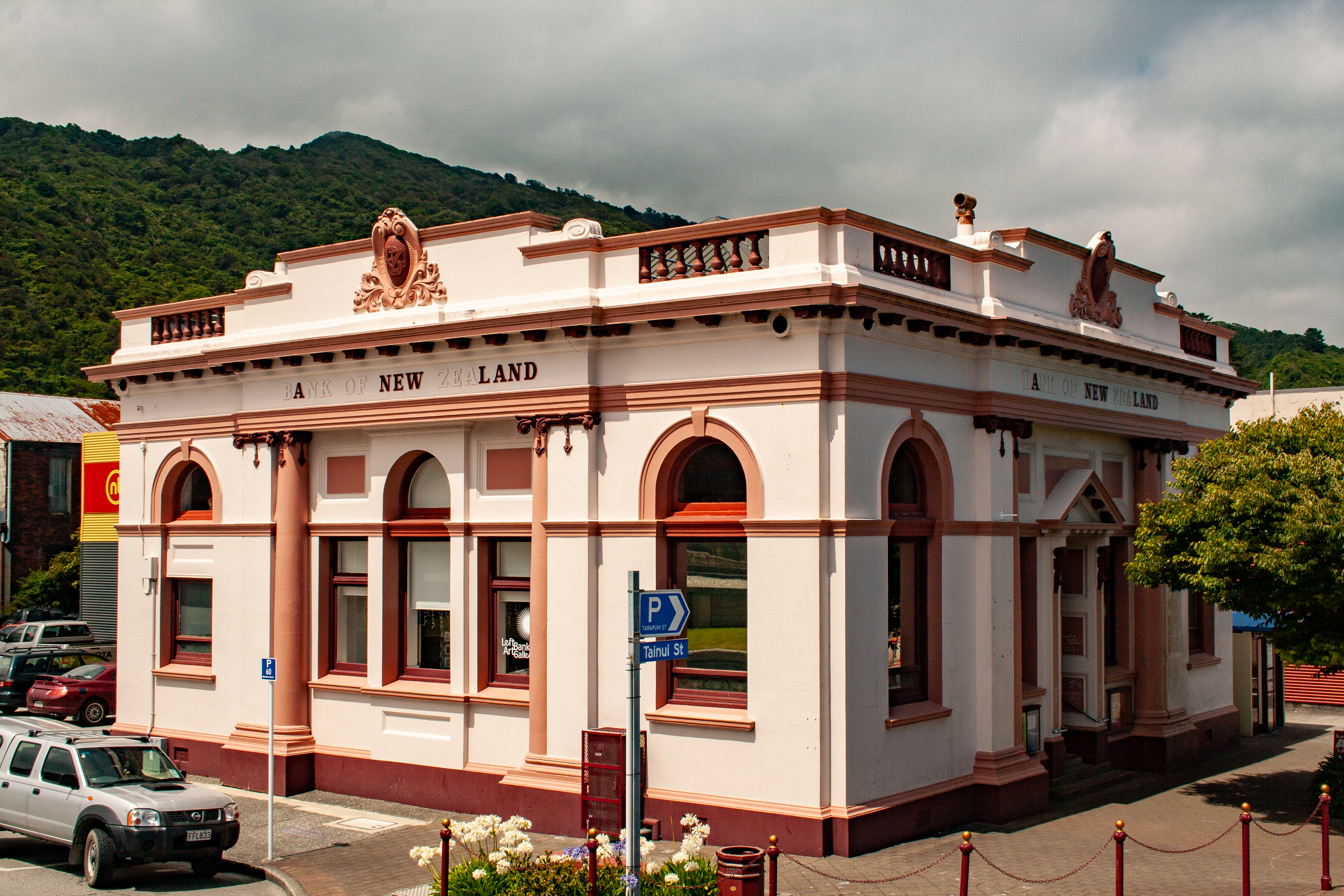
Régi bankfiók, ma kulturális központ (Left Bank Art Gallery)

## Fordítás
Ez a szócikk részben vagy egészben  a   Greymouth című angol Wikipédia-szócikk ezen változatának fordításán alapul.  Az eredeti cikk szerkesztőit annak laptörténete sorolja fel. Ez a jelzés csupán a megfogalmazás eredetét és a szerzői jogokat jelzi, nem szolgál a cikkben szereplő információk forrásmegjelöléseként.